# 32.ª Cumbre de la Liga Árabe
La cumbre de la Liga Árabe de 2023, oficialmente la 32.ª sesión ordinaria del Consejo de la Liga de los Estados Árabes a nivel de cumbre, fue una reunión de jefes de Estado y de Gobierno de los Estados miembros de la Liga Árabe que tuvo lugar en Yeda, Arabia Saudita, el 19 de mayo de 2023. Todos los países fueron representados en esta reunión, incluida Siria, que regresó después de que se suspendiera su membresía en 2011.

## Trasfondo
La Secretaría General declaró el 26 de marzo de 2023, luego de conversaciones con Arabia Saudita, que la cumbre árabe tendría lugar el 19 de mayo.

## Participantes
El 7 de mayo, los ministros de Relaciones Exteriores árabes acordaron devolver a Siria a su asiento en la organización. El 9 de mayo, el presidente sirio Bashar al-Ásad recibió una invitación para asistir a la próxima cumbre de un enviado saudí.
| Miembros                                  |                              |                                                 |       |
| País / Organización                       | Representado por             | Título                                          | Ref.  |
| Liga Árabe                                | Ahmed Aboul Gheit            | Secretario General                              |       |
| Arabia Saudita                            | Mohamed bin Salmán           | Príncipe heredero / Primer Ministro             |       |
| Argelia                                   | Aiman Benabderrahmane        | Primer Ministro                                 |       |
| Baréin                                    | Hamad bin Isa Al Jalifa      | Rey                                             |       |
| Catar                                     | Tamim bin Hamad Al Thani     | Emir                                            |       |
| Comoras                                   | Kassem Lotfi                 | Ministro de Estado                              |       |
| Egipto                                    | Abdelfatah El-Sisi           | Presidente                                      |       |
| Emiratos Árabes Unidos                    | Mansour bin Zayed Al Nahayan | Vicepresidente                                  |       |
| Irak                                      | Mohammed Shia' Al Sudani     | Primer Ministro                                 |       |
| Jordania                                  | Abdalá II de Jordania        | Rey                                             |       |
| Kuwait                                    | Mishal Al-Ahmad Al-Sabah     | Príncipe heredero                               |       |
| Líbano                                    | Najib Mikati                 | Primer Ministro                                 |       |
| Libia                                     | Mohamed al-Menfi             | Chairman of the Presidential Council            |       |
| Marruecos                                 | Moulay Rachid                | Representante especial del rey                  |       |
| Mauritania                                | Mohamed Ould Ghazouani       | Presidente                                      |       |
| Omán                                      | Asa'ad bin Tariq             | Vice primer ministro                            |       |
| Palestina                                 | Mahmud Abás                  | Presidente                                      |       |
| Somalia                                   | Hassan Sheikh Mohamud        | Presidente                                      |       |
| Sudán                                     | Dafallah Al-Hajj             | Viceministro de asuntos exteriores              |       |
| Siria                                     | Bashar al-Assad              | Presidente                                      |       |
| Túnez                                     | Kais Saied                   | Presidente                                      |       |
| Yemen                                     | Rashad al-Alimi              | Chairman of the Presidential Leadership Council |       |
| Yibuti                                    | Ismail Omar Guelle           | Presidente                                      |       |
| Invitados                                 |                              |                                                 |       |
| País / Organización                       | Representado por             | Título                                          | Ref.  |
| Organización para la Cooperación Islámica | Hissein Brahim Taha          | Secretario General                              |       |
| Ucrania                                   | Volodímir Zelenski           | Presidente                                      | [ 5 ] |
| Unión Africana                            | Moussa Faki                  | Chair of the Commission                         |       |